# Mariadas Kagithapu
Mariadas Kagithapu MSFS (* 7. September 1936 in Visakhapatnam; † 26. Februar 2018 ebenda) war ein indischer Ordensgeistlicher und römisch-katholischer Erzbischof von Visakhapatnam in Indien.

## Leben
Mariadas Kagithapu trat der Ordensgemeinschaft der Missionare des hl. Franz von Sales bei und empfing am 10. Juni 1961 die Priesterweihe. Er war langjährig Theologieprofessor am Seminar St. Peter in Bangalore.
Papst Paul VI. ernannte ihn am 19. Dezember 1974 zum Bischof von Guntur. Der Sekretär der Kongregation für die Evangelisierung der Völker, Erzbischof Duraisamy Simon Lourdusamy, spendete ihm am 5. Mai 1977 die Bischofsweihe; Mitkonsekratoren waren Saminini Arulappa, Erzbischof von Hyderabad, und Ignatius Gopu MSFS, Bischof von Visakhapatnam.
Papst Johannes Paul II. ernannte ihn am 10. September 1982 zum Bischof von Visakhapatnam und er wurde am 26. Januar des nächsten Jahres in das Amt eingeführt. Mit der Erhebung zum Erzbistum am 16. Oktober 2001 wurde er zum Erzbischof von Visakhapatnam ernannt. Am 3. Juli 2012 nahm Papst Benedikt XVI. sein altersbedingtes Rücktrittsgesuch an.